# Трафальгар (Індіана)
Трафальгар (англ. Trafalgar) — місто (англ. town) в США, в окрузі Джонсон штату Індіана. Населення — 1422 особи (2020).

## Географія
Трафальгар розташований за координатами 39°24′48″ пн. ш. 86°8′59″ зх. д. / 39.41333° пн. ш. 86.14972° зх. д. (39.413242, -86.149617).  За даними Бюро перепису населення США в 2010 році місто мало площу 6,83 км², уся площа — суходіл.

## Демографія
Згідно з переписом 2010 року, у місті мешкала 1101 особа в 385 домогосподарствах у складі 292 родин. Густота населення становила 161 особа/км².  Було 419 помешкань (61/км²).
Расовий склад населення:
| - 96,3 % — білих - 0,9 % — корінних американців - 0,9 % — чорних або афроамериканців - 0,5 % — азіатів |

До двох чи більше рас належало 1,1 %. Частка іспаномовних становила 1,0 % від усіх жителів.
За віковим діапазоном населення розподілялося таким чином: 30,2 % — особи молодші 18 років, 61,6 % — особи у віці 18—64 років, 8,2 % — особи у віці 65 років та старші. Медіана віку мешканця становила 34,2 року. На 100 осіб жіночої статі у місті припадало 97,3 чоловіків;  на 100 жінок у віці від 18 років та старших — 95,4 чоловіків також старших 18 років.
Середній дохід на одне домашнє господарство  становив 66 753 долари США (медіана — 58 869), а середній дохід на одну сім'ю — 69 592 долари (медіана — 60 903). Медіана доходів становила 47 404 долари для чоловіків та 43 333 долари для жінок. За межею бідності перебувало 5,4 % осіб, у тому числі 4,7 % дітей у віці до 18 років та 3,3 % осіб у віці 65 років та старших.
Цивільне працевлаштоване населення становило 586 осіб. Основні галузі зайнятості: освіта, охорона здоров'я та соціальна допомога — 19,6 %, роздрібна торгівля — 16,2 %, виробництво — 16,2 %.